# Sebold Westtolf
Sebold Westtolf (* vor 1470; † nach 1510) war ein Steinmetzmeister und Architekt der Spätgotik. Er schuf zwischen 1490 und 1510 in Graubünden mindestens drei (heute meist evangelisch-reformierte) Kirchenbauten und war vermutlich an einer grösseren Zahl weiterer Kirchenbauten beteiligt. Charakteristisch für sein Werk sind spätgotische Kirchenbauten mit Langhäusern mit einer eigentümlichen Ausformulierung der Gewölbeanfänger.

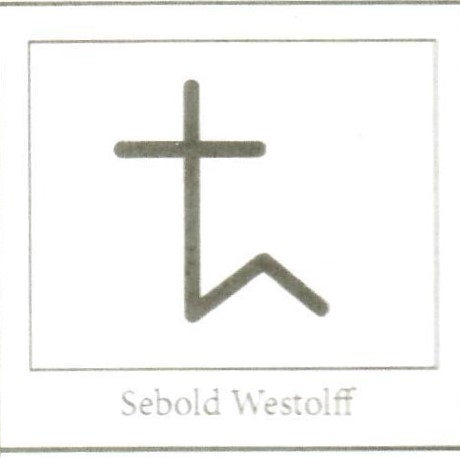
Steinmetzzeichen Sebold Westtolf

## Leben
Eine urkundliche Fassung von Sebold Westtolf (auch Sebold Westfol oder Westfoll) ist bisher nicht möglich. Es wurde vermutet, dass er aus Westfalen stammen könnte. Sein Steinmetzzeichen taucht erstmals 1490 in der reformierten Kirche Scharans an einem Gewölbeanfänger auf. In Scharans könnte er im Bautrupp des Andreas Bühler gewesen und mit diesem dann ins Engadin gezogen sein. In den 1490er Jahren hat er sehr wahrscheinlich das Langhaus der Kirche Silvaplana eingewölbt und gemeinsam mit Andreas Bühler die Kirche San Lurench in Sent ausgeführt. Durch Inschriften gesichert ist seine Arbeit am Langhaus der Stiftskirche St. Viktor in Poschiavo. Möglicherweise hat Sebold Westtolf (nach 1510) das Chorgewölbe in der reformierten Kirche Castiel geschaffen. Danach verliert sich seine Spur.

## Bauwerke
- 1489: Beteiligt am Neubau der reformierten Kirche Scharans, möglicherweise als Parlier unter Andreas Bühler. Steinmetzzeichen Westtolfs an einem Gewölbeanfänger.[3]
- 1491: Einwölbung des Langhauses der reformierten Kirche Silvaplana. Zuschreibung auf Grund stilistischer Elemente.[4]
- 1494: Chor der Reformierten St. Margarethenkirche Ilanz. Steinmetzzeichen Westolffs am Wandtabernakel.[5][6]
- 1496: Langhaus der reformierten Kirche Sent. Zuschreibung auf Grund stilistischer Elemente.[7]
- 1503: Stiftskirche San Vittore Mauro (St. Viktor) in Poschiavo. Durch Inschriften belegt.[8][9]
- 1510: Chorgewölbe der Reformierten Kirche Castiel. Zuschreibung.[10]